# Etruscs
Els etruscs eren una civilització que va habitar la Itàlia central tirrena des del segle x aC al segle i aC al país conegut amb el nom d'Etrúria. L'assentament d'aquest poble és similar al dels altres pobles de la Itàlia antiga, com els romans, els llatins, els sabins, i els vènets. La qüestió dels orígens del poble etrusc ha estat durant molt de temps un tema d'interès i debat entre els historiadors. En els temps moderns, totes les proves reunides fins ara per arqueòlegs, antropòlegs i etruscòlegs prehistòrics i protohistòrics apunten a un origen indígena dels etruscs.

## Origen dels etruscs

### Opinió dels antics autors
Des de l'antiguitat s'han proposat diverses opinions. Heròdot diu que eren un poble procedent de Lídia. El rei Atis d'aquell país, tenia dos fills: Lidos i Tirrè. Lidos es va quedar a Lídia, i l'altre va emigrar amb la meitat del poble a causa d'una gran fam. Van anar a Itàlia, al país dels umbres. Dionís d'Halicarnàs, Timeu de Tauromènion, Licofró i altres escriptors en fan relats semblants, i després els romans explicaven la mateixa història. Però l'historiador de Lídia, Xant, no parla d'aquesta emigració i diu que els dos fills d'Atis es deien Lidos i Torrebos, que van originar els pobles dels lidis i dels torrebis. Aquests darrers són molt poc coneguts i, probablement Heròdot va confondre els torrebis amb els tirsens i tirrens. Hel·lànic deia que els tirrens d'Etrúria eren pelasgs, que van emigrar de Tessàlia a Itàlia, on haurien fundat Spina a la desembocadura del Po i després haurien anat cap a l'interior fins a establir-se a Tirrènia. Només Dionís d'Halicarnàs diu que eren d'origen lidi, i que per les seves característiques eren massa diferents dels altres pobles, pel llenguatge, les maneres, els costums i la religió, i en suposa un origen autòcton.

### Opinions modernes
La qüestió dels orígens etruscs ha estat durant molt de temps un tema d'interès i debat entre els historiadors. En els temps moderns, totes les proves reunides fins ara per arqueòlegs, antropòlegs i etruscòlegs prehistòrics i protohistòrics apunten a un origen indígena dels etruscs. No hi ha cap evidència arqueològica o lingüística d'una migració dels lidis o dels pelasgs a Etrúria. Els etruscòlegs i arqueòlegs moderns, com Massimo Pallottino (1947), han demostrat que les suposicions i afirmacions dels primers historiadors sobre el tema eren infundades. L'etruscòleg Dominique Briquel va explicar amb detall per què creu que els escrits dels historiadors grecs antics sobre els orígens etruscs ni tan sols haurien de comptar com a documents històrics. Argumenta que l'antiga història dels «orígens lidis» dels etruscs va ser una fabricació deliberada i motivada políticament, i que els antics grecs van inferir una connexió entre els tirrens i els pelasgs únicament sobre la base de certes tradicions gregues i locals i pel simple fet. que hi havia hagut comerç entre els etruscs i els grecs. Va assenyalar que, fins i tot si aquestes històries inclouen fets històrics que suggereixen un contacte, aquest contacte és més plausiblement traçable a l'intercanvi cultural que a la migració.

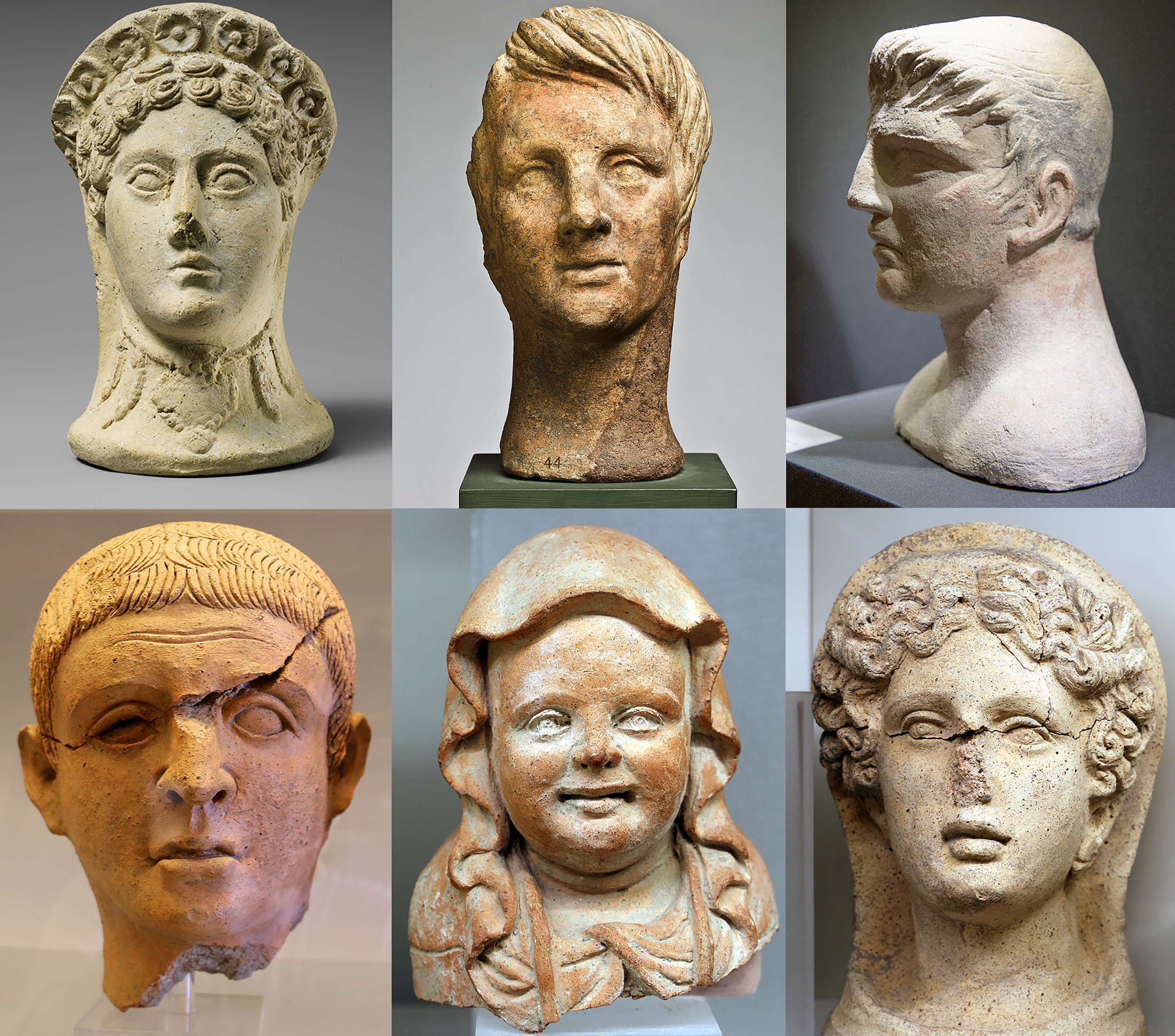
Caps votius etruscs, segles IV-II aC

## Inicis del poder etrusc
El nucli inicial del poder etrusc es creu que va ser la ciutat de Cortona i des d'allà es va estendre a tota Etrúria; les llegendes parlen més aviat d'un procés invers des del sud, amb la ciutat de Tarquínia, on l'heroi epònim Tarquini Prisc d'on sorgiria la paraula Tarcon, és presentat sovint com el fundador de les dotze ciutats etrusques.
La civilització etrusca es va desenvolupar fins al segle viii aC, i va originar després una talassocràcia de ciutats que va comerciar per la Mediterrània, comerç que es pot seguir per les troballes de l'anomenada ceràmica de bucchero nero, trobada al sud d'Itàlia, Còrsega, Sardenya, la costa africana als voltants de Cartago i la costa catalana.

## Etruscs, cartaginesos i grecs

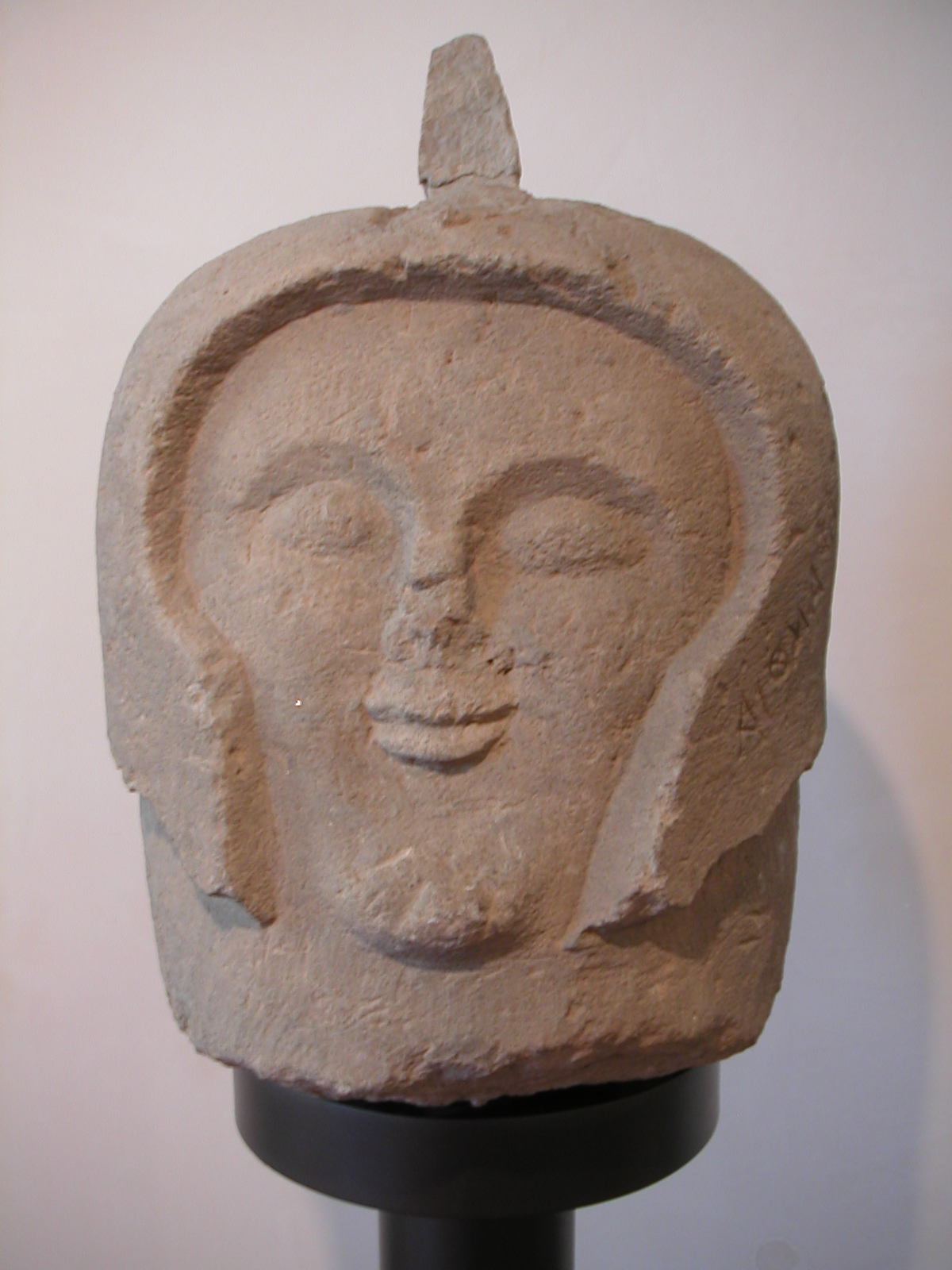
Cap de guerrer etrusc trobat a Orvieto

Les marines etrusca i cartaginesa van estar relacionades a través del comerç i es van oposar a l'expansió grega. Van topar amb els grecs establerts a Lipari. Quan els foceus es van establir a Còrsega, els etruscs i els cartaginesos aliats van lluitar contra ells en la batalla d'Alàlia, cap a l'any 535 aC, que es considera el final de l'expansió grega a la Mediterrània occidental (tot i que, de fet, va durar uns anys més). Uns anys després, els etruscs estaven assentats a l'illa, sobre la qual exercien una suau sobirania que va durar fins a la meitat del segle v aC, testimoniada encara l'any 453 aC.

## Expansió etrusca al nord
Al segle vi aC, els etruscs es van estendre cap a la vall del Po i cap al Laci i la Campània, coincidint amb el període monàrquic de Roma. A la vall del Po, van fundar Spina (a la desembocadura del Po) Felsina (després Bononia), Màntua i Àdria i probablement Melpum; Ravenna va ser probablement també una ciutat etrusca per un temps. Es creu que van establir algunes colònies al Picenum.

## Les dotze ciutats

Extensió d'Etruria i la civilització etrusca

Segons la tradició que recull Titus Livi, entre l'any 600 aC i el 500 aC es va formar una aliança entre dotze ciutats etrusques, que s'anomenava la Lliga Etrusca, Federació Etrusca o Dodecàpolis (en grec Δωδεκάπολις). Segons la llegenda, Tarcont i el seu germà Tirrè van fundar la Lliga Etrusca de les dotze ciutats. Tarcont va donar el seu nom a la ciutat de Tarquinnii, com era coneguda pels romans. Tirrè va donar el seu nom als tirrens, el nom alternatiu dels etruscs.
El territori central d'Etrúria incloïa 12 ciutats (duodecim Etruriae populi), però com que cap autor en dona una llista completa s'han hagut de suposar: les que figuren en totes les teories són Tarquinii, Veii, Volsinii, Clúsium, Volaterrae, Vetulonia, Perusia, Cortona, i Arretium, les que tenen les majors probabilitats de ser-hi incloses són Caere i Falerii, i les que es consideren fundades pels etruscs, però no hi ha cap prova són Faesulae, Rusel·les, Pisae, i Volci, totes de semblant importància. Populonium és considerada colònia de Volaterrae, però en algun moment va ser independent i el mateix caldria dir de Capena, Luna i d'altres. És possible que el nombre fos sempre el mateix, però que no sempre fossin les mateixes ciutats.
Les modernes llistes donen com a més probables: Vetulònia, Arezzo (Arretium), Cortona, Bolsena (Volsinii), Perusa (Perugia), Popluna (Populònia), Clúsium (Chiusi), Ruselle (Rusel·les), Vulci (Vúlcia), Tarquínia o Tarquinii, Chisra (Cerveteri) i Veii (Veïs). Volterra (Volaterrae) no era una de les dotze ciutats, però potser ho va ser en algun moment en lloc d'una altra.
Les ciutats etrusques eren antics assentaments que compartien la mateixa llengua i la mateixa cultura, tot i que eren ciutats-estat independents. Es van iniciar a la meitat nord d'Itàlia a partir de l'edat del ferro, i en alguns casos tenien un gran nivell de riquesa i de poder. Finalment van ser assimilats primer pels itàlics al sud, després pels celtes al nord i finalment la mateixa Etruria va ser absorbida per la República Romana.
Sembla que els etruscs es governaven de forma autònoma a cada ciutat, però feien reunions generals a Fanum Voltumnae, encontres que se celebraven una vegada a l'any. Eren més aviat trobades que tractaven temes econòmics i religiosos, on s'elegia un gran sacerdot que oficiava en nom de les dotze ciutats. Els governs de cada una de les ciutats eren aristocràtics i controlaven també el poder religiós. Un dels càrrecs de govern s'anomenava lucumó o lucmo (etrusc laucme), però no es coneixen les seves funcions. Els romans de vegades consideraven la paraula com equivalent a nobles més que no pas un càrrec; d'altres el consideraven un nom propi, i d'altres pensaven que es referia al cap dels magistrats i fins i tot al rei. Els serfs, que eren la majoria de la població (equivalents als plebeus) es deien penestai. Es creu que els penestai van tenir el poder per un temps a Volsinii, probablement a causa d'una revolta.
Moltes ciutats van tenir reis fins al segle v aC, però al segle v o segle iv aC la monarquia ja havia desaparegut substituïda per un magistrat que s'elegia anualment. Veii va veure negada l'ajuda d'altres ciutats quan lluitava contra Roma, per haver-se posat sota un rei.

## Els etruscs a la Campània
A la zona de la Campània, es van fundar, segons Estrabó, unes altres dotze ciutats, però no es poden determinar els seus noms, tot i que es coneixen Càpua (Vulturnum), Nola, i probablement Pompeia, Herculà, Surrentum, Marcina i Salernum, que van conviure amb ciutats gregues com Cuma o Cumae, Partènope o Neàpolis (Nàpols), Diceàrquia i d'altres, i la seva expansió va topar amb els samnites, que van acabar sotmetent-los. El període d'establiment etrusc es considera que va transcórrer entre el 600 aC i el 450 aC, segons els autors. Dionís d'Halicarnàs esmenta el primer atac etrusc (a Cumae) l'any 525 aC. (Vegeu Campània.)

## La derrota etrusca a la mar
La pressió dels etruscs per mar no va afluixar fàcilment. Va retardar la colonització grega a Sicília. Anaxilau, dèspota de Rhegium (494 aC-476 aC), va establir una fortificació a la ciutat per prevenir atacs dels "tirrens" i impedir que passaren l'estret de Messina. La flota etrusca, aliada a la cartaginesa, a la que van demanat ajut per defensar Cumae, va patir una derrota decisiva a la ciutat davant de Hieró I de Siracusa, cosa que va iniciar el declivi de la marina etrusca. L'any 453 aC, la flota siracusana, dirigida per Failos i Apel·les, va assolar les costes d'Etrúria, de Còrsega i d'Elba i, fins i tot, es van apoderar d'aquesta darrera illa, i es van emportar un gran botí. Els etruscs van donar suport als atenencs a Sicília en la seva expedició del 415-413 aC.
L'any 383 aC, Dionís de Siracusa va fer una expedició a les costes d'Etrúria al territori de Caere i va saquejar el temple de Pyrgi. Mentrestant, els gals havien expulsat els etruscs de la vall del Po i els samnites havien conquerit o dominat les ciutats de la Campània. Les ciutats d'Etrúria eren en lluita contra els gals al nord i els romans al sud; els romans van conquerir Veïs, i va coincidir amb la caiguda al mateix any (396 aC) de Melpum al nord. L'any 307 aC, encara s'esmenten grups de guerrers etruscs actuant com a mercenaris a Cartago contra Agàtocles.

## Guerres contra Roma
La part més coneguda de la seva història és la de les guerres contra Roma que descriu àmpliament Titus Livi. Aquesta ciutat tenia una part de població d'origen etrusc, segons la tradició descendents de Celi Vibenna, un cap mercenari que dirigia una força que es va establir al Mont Celi (del qual va prendre el nom), fets suposadament ocorreguts durant el regnat de Tarquini Prisc, però que d'altres remunten més enrere. La dinastia etrusca o dels Tarquinis, amb els darrers reis de Roma, és tradicionalment considerada d'aquest origen en la història romana. Dionís d'Halicarnàs diu que Tarquini Prisc va establir la seva supremacia a Etrúria després d'una guerra de nou anys, però cap més autor ho esmenta, i és probable que es tracti d'una confusió, i sigui el període en què la ciutat de Tarquinii va estendre la seva hegemonia a les altres ciutats i a la mateixa Roma. Al final de la monarquia és quan el rei etrusc Porsenna de Clúsium va assolir el màxim poder i va arribar a conquerir Roma i part del Làtium, però a Arícia el van aturar, quan aquesta ciutat, amb ajut d'altres ciutats del Làtium i de Cumae, el va rebutjar i el seu fill Aruns va morir en la batalla, fets que Dionís situa a l'any 506 aC.
Després d'un període de pau amb Roma, les hostilitats es van reprendre el 483 aC, en concret amb Veïs, guerres que van durar força anys (uns 90), fins que la els romans van conquerir ciutat etrusca el 396 aC. Les ciutats etrusques no van donar ajuda eficaç a Veïs, però Faliscii i Capena ho van intentar. La caiguda de Melpum al nord, a la vall del Po, devia ser suposadament el mateix any, i els gals van baixar cap a l'Etrúria central. Les guerres dels etruscs amb els gals van afavorir Roma, que va conquerir Capena poc després; va seguir Falerii, obligada a signar un tractat de pau, i el 390 aC els romans van arribar a Sutrium i van entrar en guerra amb Volsinii. Uns anys després, ja establien colònies a Sutrium i Nepete.

## Victòria de Roma
Després, la lluita de Roma va anar contra Tarquinii i Volsinii (aquesta darrera tenia l'hegemonia en aquell temps) fins al 351 aC, en què els Tarquinis van signar una treva amb Roma per 40 anys, que es va respectar. L'any 311 aC, es va iniciar una altra guerra entre romans i etruscs i els romans van creuar l'any 310 aC el bosc Ciminià, punt on mai abans no havien arribat; en aquesta ocasió, tots els etruscs van prendre part en la guerra, però es van signar paus separades amb Perusia, Cortona i Arretium, i la resta van ser derrotats a la Batalla del llac Vadimonis, el 309 aC, batalla que va posar fi al poder etrusc. Van seguir victòries romanes a Rusel·les i Volaterrae.
Durant el període següent, els etruscs es van unir als seus antics enemics, els gals sènons, els samnites i els umbres, contra Roma, però no van tenir èxit i només van aconseguir dues derrotes seguides, la primera a Sentínum (Úmbria), el 295 aC i la segona altre cop al llac Vadimonis, el 283 aC, cosa que va enfonsar els etruscs i els seus aliats. Encara van fer la guerra durant dos anys fins que el cònsol Quint Marci Filip va celebrar un triomf sobre els etruscs, i el 281 aC Volsinii i Vulcia es van sotmetre a Roma. L'any 265 aC, Volsinii es va revoltar però va ser sotmesa. Luci Anneu Flor diu que va ser el darrer estat italià a reconèixer la supremacia de Roma.
Només un any després, es va iniciar la Primera Guerra Púnica. Quan aquesta va acaba l'any 241 aC, se sap d'una rebel·lió de Faliscii, de la que se'n desconeixen les causes, ja que la ciutat havia estat durant molt temps aliada de Roma.

## Els etruscs sota domini romà
Durant la Segona Guerra Púnica, les ciutats d'Etrúria, de les quals es desconeix quin tractament polític tenien però que hi devia ser prou favorable, es van mantenir lleials i van proveir l'exèrcit i la flota romana de subministraments. Se suposa que eren ciutats aliades (civitates foederatae) i que només al sud d'Etrúria s'havien establert algunes colònies, excepte dues al nord (Pisae i Luca). En aquest període, els etruscs conservaven la seva llengua, art, religió, ritus i costums. La romanització però ja era avançada al final de la República.
L'any 90 aC, no van prendre part en la revolta dels italians i el 89 aC, van ser admesos a la ciutadania romana. En les guerres civils entre Gai Mari i Sul·la, van estar al costat del primer i es van mantenir partidaris seus fins al final. Volaterrae va resistir a Sul·la dos anys més que la resta de ciutats. En càstig, Sul·la va assolar el país, va confiscar propietats i hi va establir colònies militars, cosa que va contribuir a desvirtuar la identitat nacional etrusca; al mateix temps, la revolta de Catilina va provocar una segona onada repressiva. Finalment, Juli Cèsar va afavorir l'establiment de nombroses colònies militars, política seguida pels triumvirs després de la seva mort, i així totes les ciutats van anar rebent pobladors romans que van contribuir decisivament a romanitzar del tot el país. La Guerra de Perusa l'any 41 aC està relacionada amb aquest fet i va posar fi als esforços etruscs per salvar la seva nació.
Tot i així, encara va restar un substrat etrusc i la llengua es va conservar fins a l'Imperi. La lliga etrusca (Quindecim Populi Hetruriae), una confederació de tipus religiós entre ciutats etrusques, és testimoniada durant l'imperi. August va incloure el territori a la sèptima regió.
En temps de Constantí el Gran, Tuscia va ser unida administrativament a la província d'Úmbria i va restar així almenys fins al 400, quan constituïa una província unida (Tusciae et Umbriae), però després apareix separada i dividida en dues províncies o districtes: Túscia suburbicària i Túscia annonària, la primera amb les terres al nord de l'Arno i la segona al sud.
En temps dels llombards, es va establir com a territori administratiu comprenent tota la Toscana.

## Cultura etrusca
Els etruscs eren experts agrònoms i van crear sistemes de drenatge i regulaven el curs dels rius i la manera de dividir les terres.
L'escriptura es va introduir des de Grècia, i l'alfabet etrusc es basa directament en l'alfabet grec. Tot i això, les inscripcions es poden llegir, però no traduir. Es van introduir modificacions en les formes i en el valor de les lletres; escrivien de dreta a esquerra, cosa que inicialment també feien els grecs, però que posteriorment van abandonar. Aquest costum es conservava encara en temps de Ciceró.
Gairebé no queden restes de la seva literatura, però es coneixen principalment els Libri Fulgurales (esmentats per Lucreci), els Libri Augurales (esmentats per Varró i l'emperador Claudi, que no era més antic de 200 anys) i les Tragèdies (escrites per Volnius, un nadiu etrusc contemporani de Varró).
Les seves observacions astronòmiques i meteorològiques estaven relacionades amb la religió etrusca. Consideraven els segles (Saecula) i en donaven deu a la duració de la seva nació, i també fixaven termini a la duració del món o als déus. Els romans van derivar d'aquest sistema la divisió dels mesos per Idus i Nones. Eren també d'origen etrusc el sistema numeral romà, la divisió del diner, el pes, i les mesures i altres institucions que mostren una preferència pel sistema duodecimal, que van adoptar els romans.
La societat estava dividida en 4 classes: 
1. Els terratinents, membres de l'oligarquia que regnava a cada confederació de dotze ciutats o dodecàpolis.
2. El poble, clients i treballadors dels anteriors.
3. Els estrangers, que s'encarregaven del comerç i l'artesania.
4. Els esclaus.[16]